# Claudio Mamertino
Claudio Mamertino (activo desde mitad hasta finales del siglo IV) fue un comandante militar y funcionario público del Imperio romano. También es reconocido como panegirista (aunque puede, en este caso, ser confundido con un anterior tocayo suyo activo a finales del siglo III).

## Biografía
A finales de 361 formó parte del Tribunal de Calcedonia que condenó a los ministros de Constancio II al advenimiento de Juliano el Apóstata. En 362 fue elevado a la dignidad de cónsul del Imperio, como recompensa ofrecida por el nuevo emperador romano Juliano: el 1 de enero de ese año leyó un panegírico en Constantinopla a modo de agradecimiento hacia el emperador. El texto de este documento fue preservado en la colección de los llamados Panegyrici Latini, junto con dos panegíricos más en honor del emperador Maximiano (el primero librado en 289 y el segundo en 290 o 291). El manuscrito que ha sobrevivido hasta hoy atribuye estos dos últimos a un cierto Claudio Mamertino, si bien indicando que hubo otro orador anterior con este nombre (que probablemente fue magister memoriae, esto es, secretario privado de Maximiano, aunque la autoría no es segura pues el manuscrito está alterado en ese punto).
Claudio Mamertino que fue nombrado cónsul en 362, se convirtió más tarde en gobernador de Italia, África e Iliria, antes de ser expulsado de su cargo público en 368 por malversación.